# 三浦新市
三浦 新市（みうら しんいち、1924年8月1日 - 2013年12月30日）は、日本の英文学者。

## 来歴
東京文理科大学卒、慶應義塾大学経済学部助教授、教授、1985年創価大学教授、2000年退任。英語教科書を多く書いたほか翻訳も行った。妻は三浦富美子。2013年（平成25年）12月30日午後3時29分、スキルス性胃がんのため鎌倉市内の病院で死去。最晩年に至るまで健康であったが、平成25年の11月になって体調不良を訴えて鎌倉市内の病院に入院し、そのまま亡くなった。無宗教を信条としたため戒名などはなく、鎌倉霊園にある墓には「三浦新市」とだけ記されている。

## 著書
- 『解法のまとめ 英作文』（学生社） 1969
- 『英文の書き方事典』（荒竹出版） 1977
- 『解法英作文』（学生社） 1978

### 共著
- 『構造言語学と英語学習』（川辺康男共著、開文社） 1961
- 『現代英文の構成と語法』（T・ウォーマック共著、研究社出版） 1962
- 『英会話のポイント』（川辺康男共著、原書房） 1963
- 『文型中心和文英訳の技術』（土居淳二共著、大学書林） 1963
- 『英語慣用法ハンドブック』（田中和恵共著、英潮社） 1970
- 『英語語法大事典 第3集』（渡辺登士, 福村虎治郎, 小西友七, 空西哲郎, 安藤貞雄共編著、大修館書店） 1981
- 『前置詞中心 英語表現辞典』（ナタリー・リード共著、大修館書店） 1985
- 『英作文情報辞典』（T・ウォーマック共著、大修館書店） 1987

## 翻訳
- 『野性の呼び声』（ジャック・ロンドン、河出文庫） 1955
- 『林檎の木』（ゴールズワージー、角川文庫） 1956、のち改題『リンゴの木』
- 『誘惑』（アースキン・コールドウェル、河出書房新社） 1959
- 『エルマー・ガントリー』（シンクレア・ルイス、三浦富美子共訳、角川文庫） 1960 - 1961